# Вулиця Чорноморського козацтва
Вулиця Чорноморського козацтва — одна із вулиць Одеси, знаходиться в районі Пересипу. Сучасну назву дістала у 1995 році, названа на честь чорноморських козаків, які були першими поселенцями в цьому районі. Починається від перетину вул. Одарія і Балківської та закінучється перетином з Миколаєвською дорогою.
Історія вулиці пов'язана із козацтвом. Перші козацькі поселення тут виникли ще після першої ліквідації Січі, у 1709 році, а наприкінці 18-го століття тут існувало вже кілька козацьких поселень. Друге заселення козаками Пересипу відбулося після здобуття чорноморськими козаками у вересні 1789 року фортеці Хаджибей. На місці теперішньої вулиці була закладена дорога на Москву, яка відповідно дістала назву Московський тракт. 21 листопада 1846 року на вулиці був освячений Храм казанської Божої матері.

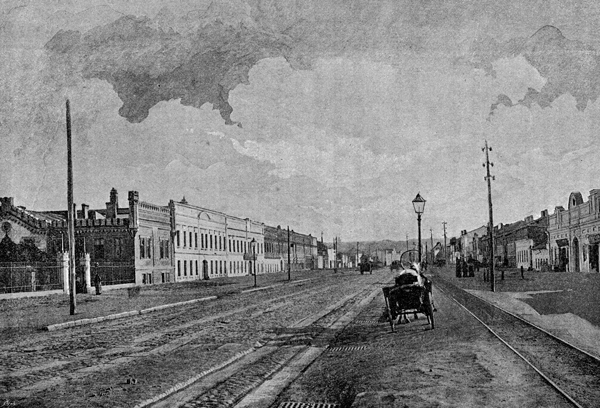
Колишній вигляд Московського тракту

Із приходом радянської влади храм був закритий (у 1930-х роках), а тракт дістав статус вулиці із збереженою назвою — Московська.
Після набуття Україною незалежності назву вулиці вирішили змінити, назвавши в честь перших поселенців — Чорноморських козаків. Так, з 1995 року вулиця носить сучасну назву. На вулиці розташований Музей історії українського козацтва.
У 2011 році розпочалися дискусії щодо повернення вулиці старої назви — Московська. Депутат Одеської міської ради від Партії регіонів, член топономічної комісії, Олексій Косьмін. У коментарях щодо назви вулиці він відзначив:
|  | Я зараз буду казати не від топонімічної комісії, а особисто від себе, як члена топонімічної комісії. Я, наприклад, вважаю, що необхідно повернути споконвічну назву вулиці Чорноморського козацтва, яка раніше була Московським трактом. Чорноморське козацтво у цих краях, власне кажучи, відзначилося ще до того, як тут з'явилася Одеса, останній раз вони тут майнули при взяті Хаджибея, а вже якщо розбиратися, то Хаджибей брав Троїцький піхотний полк полковника Хвостова, а Чепіга із Головатим здійснювали допоміжні функції. Але на хвилі «шароварщини» у нас Хвостова не знає ніхто, але є аж дві вулиці — Чепіги та Головатого. Притому що стосується вулиці Отамана Головатого, то Головатий на той момент, коли він мав відношення до Одеси, вже не був отаманом і ще не був отаманом. Він вже не був курінним отаманом Кущевського куреню і ще не був військовим отаманом Чорноморського війська, але був секунд-майором російської армії. |

Перейменування вулиці Чорноморського козацтва на Московську, як і низка інших скандальних перейменувань, не відбулося. Одеська самооборона звинуватила Косьміна у сепаратизмі і піддала «сміттєвій люстрації».

## Галерея

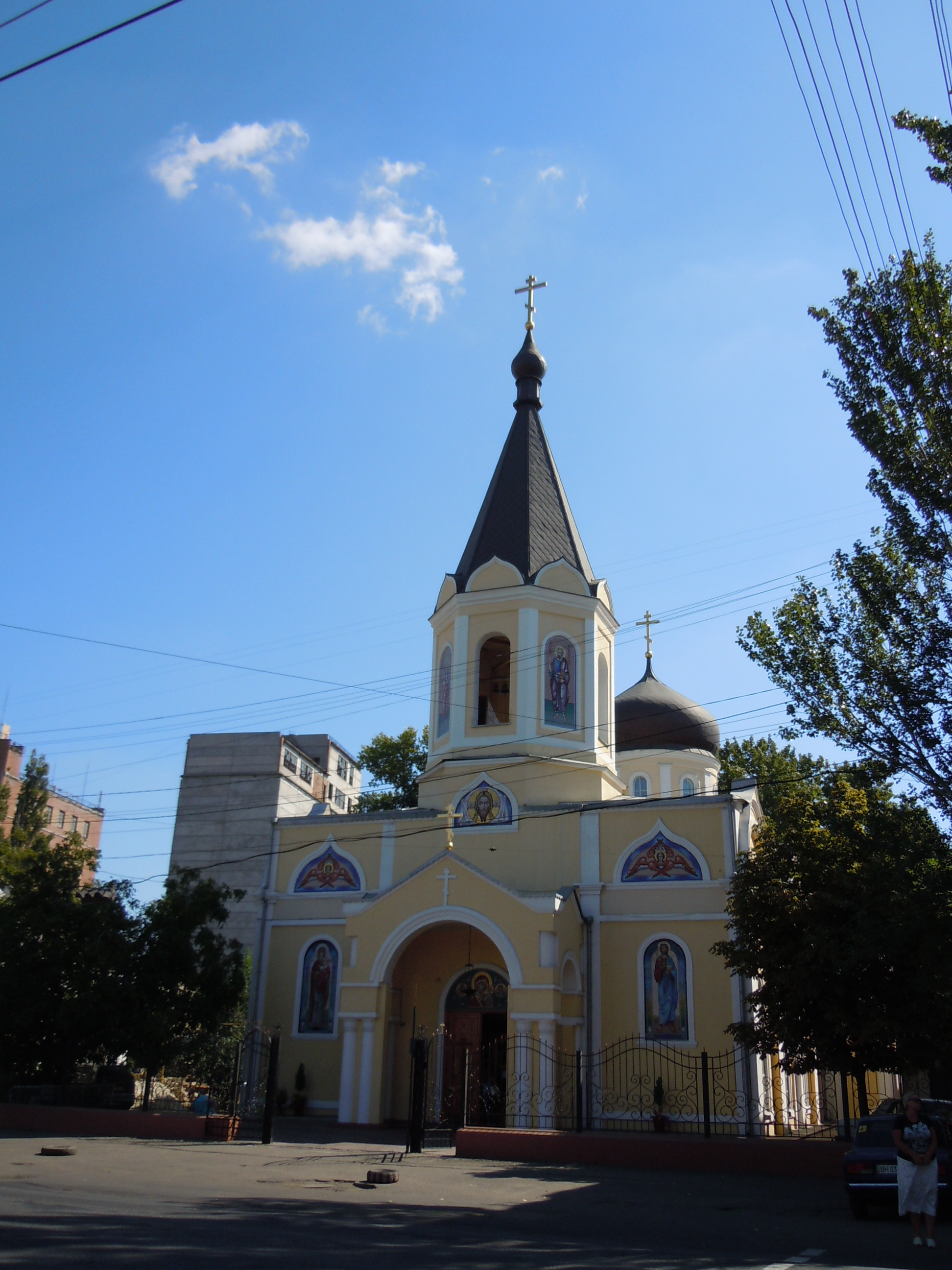
Церква Казанської ікони Божої матері
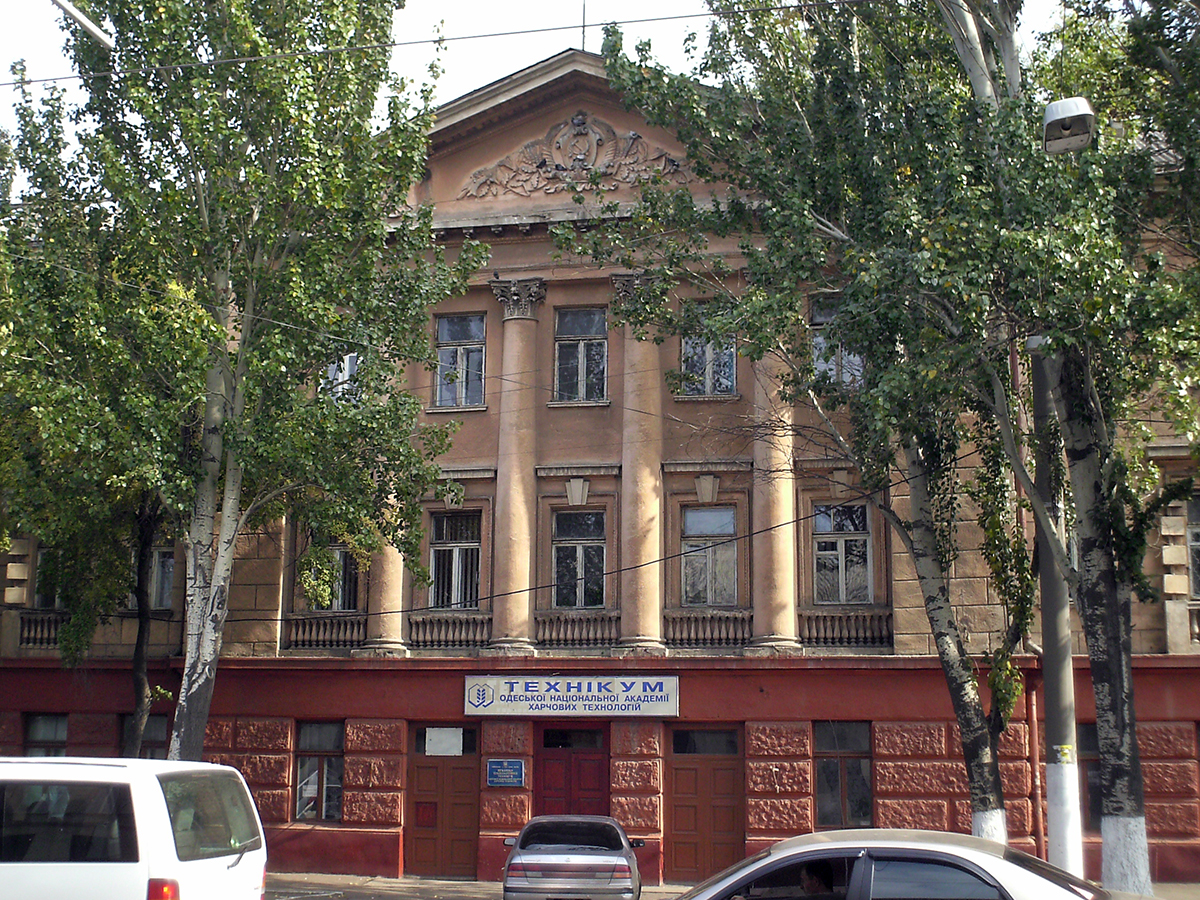
Механіко-технологічний технікум
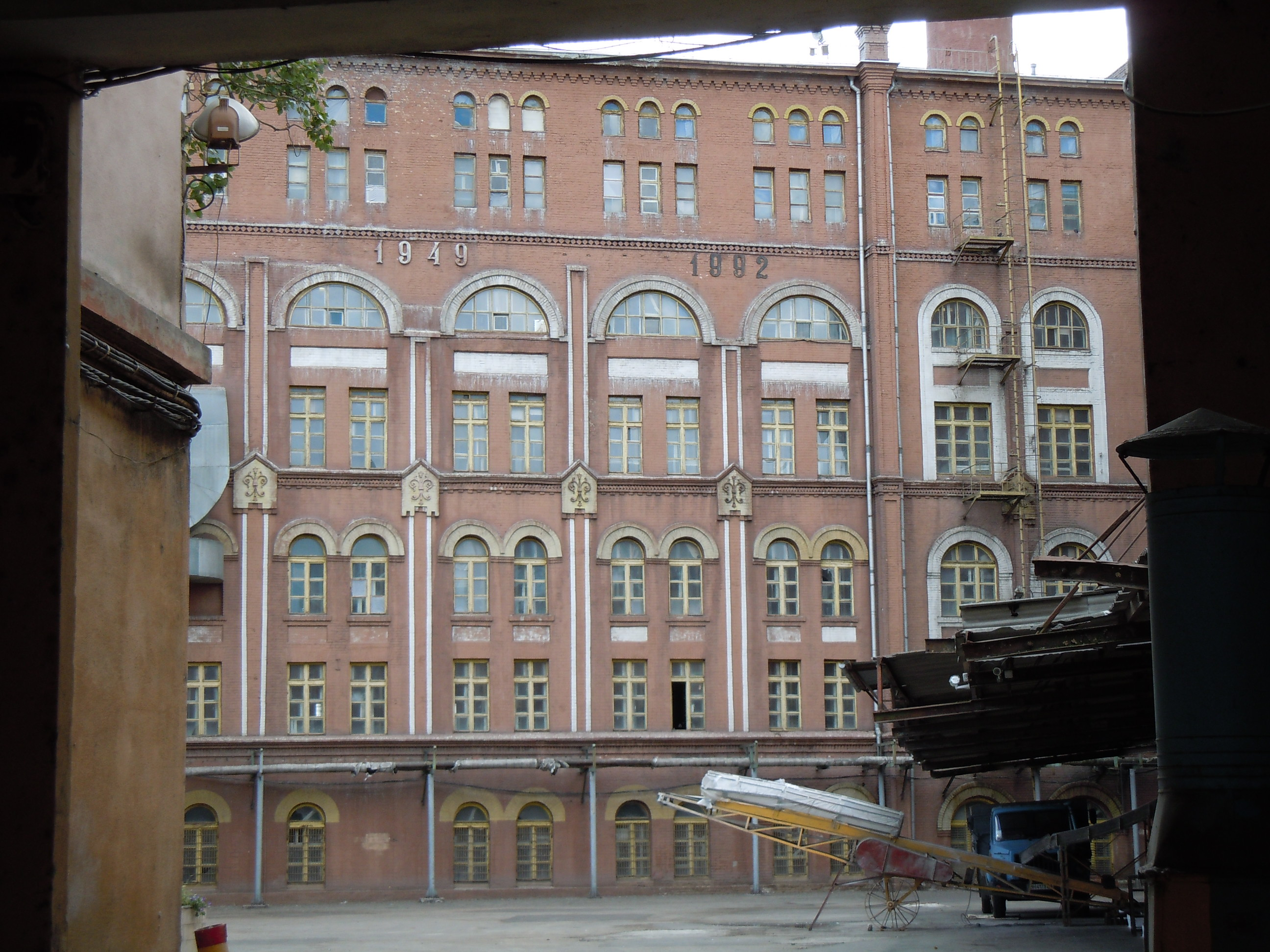
Млин Вайнштайна
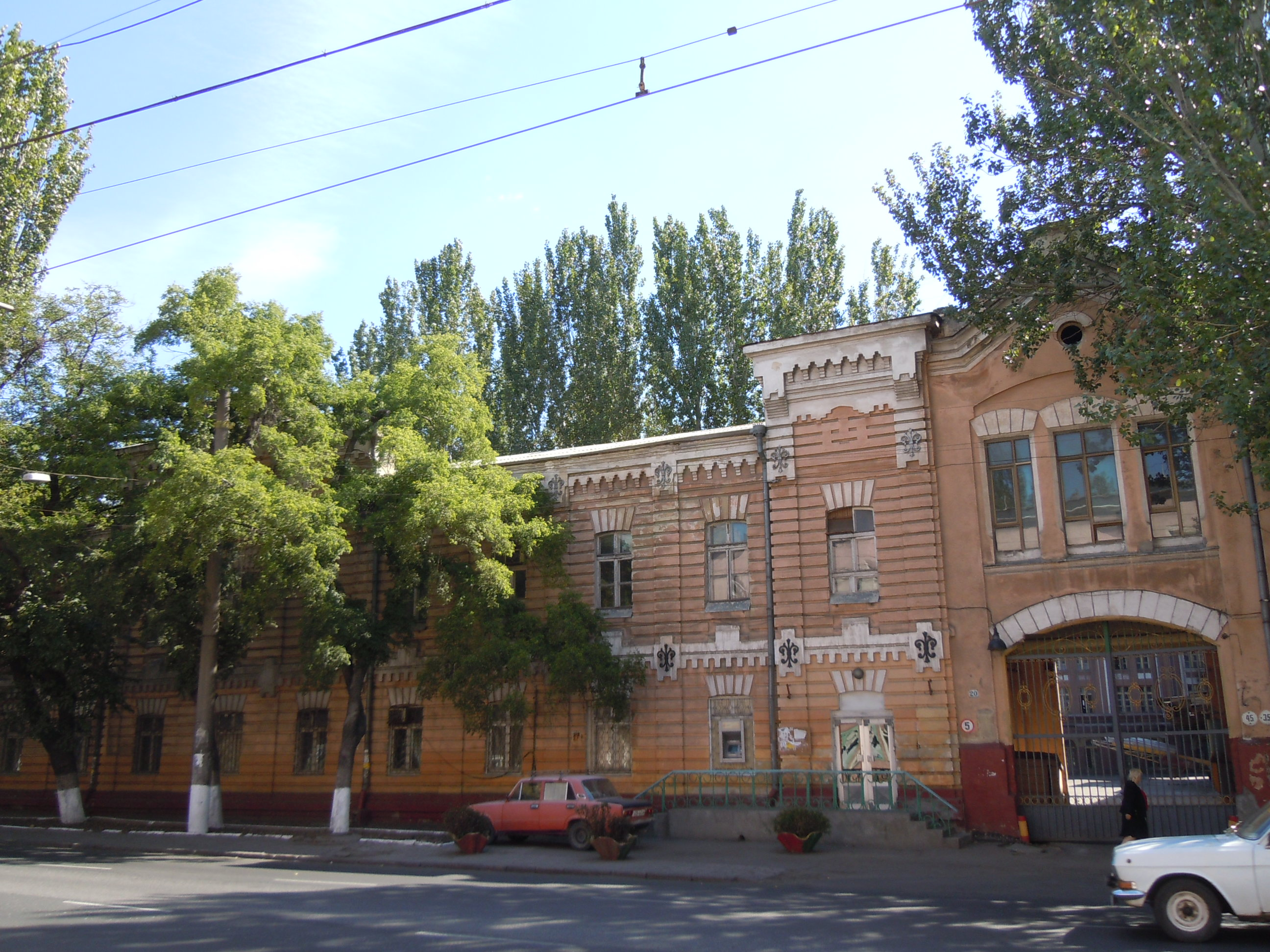
Будівля колишнього Одеського Млинно-Технічного училища
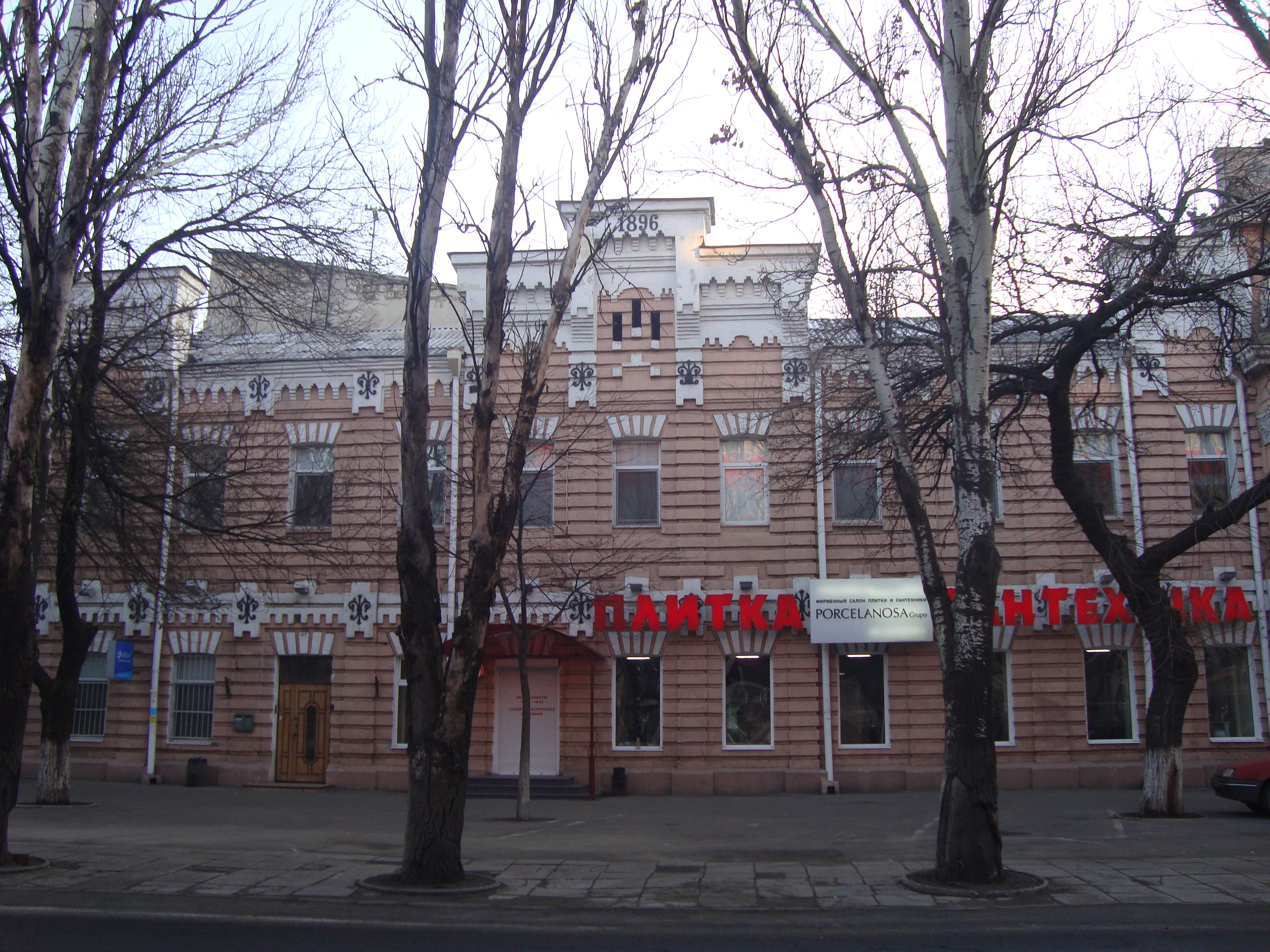
Будівля колишнього училища Ванштайна
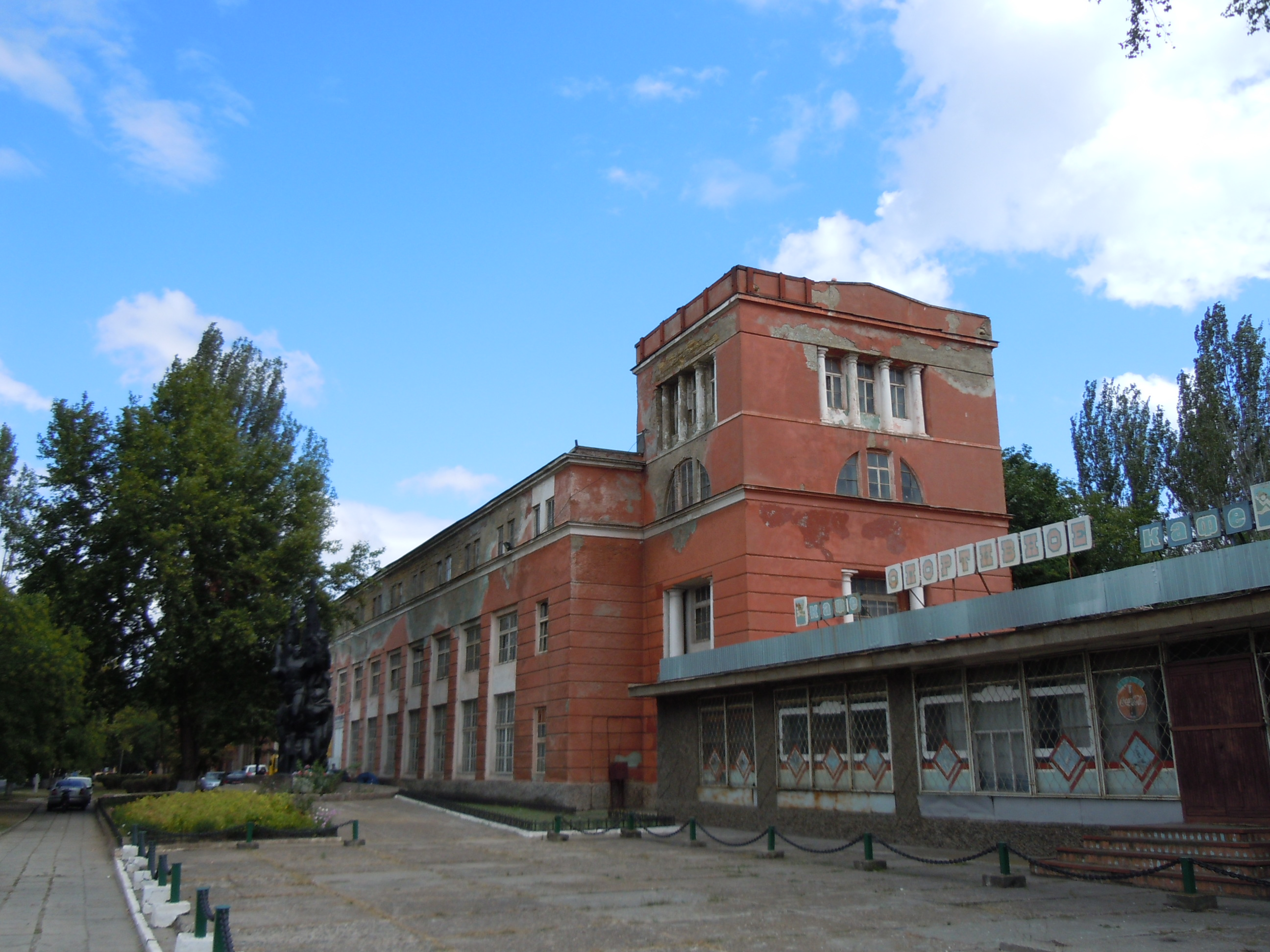
Комплекс будівель заводу ім. Жовтневої революції
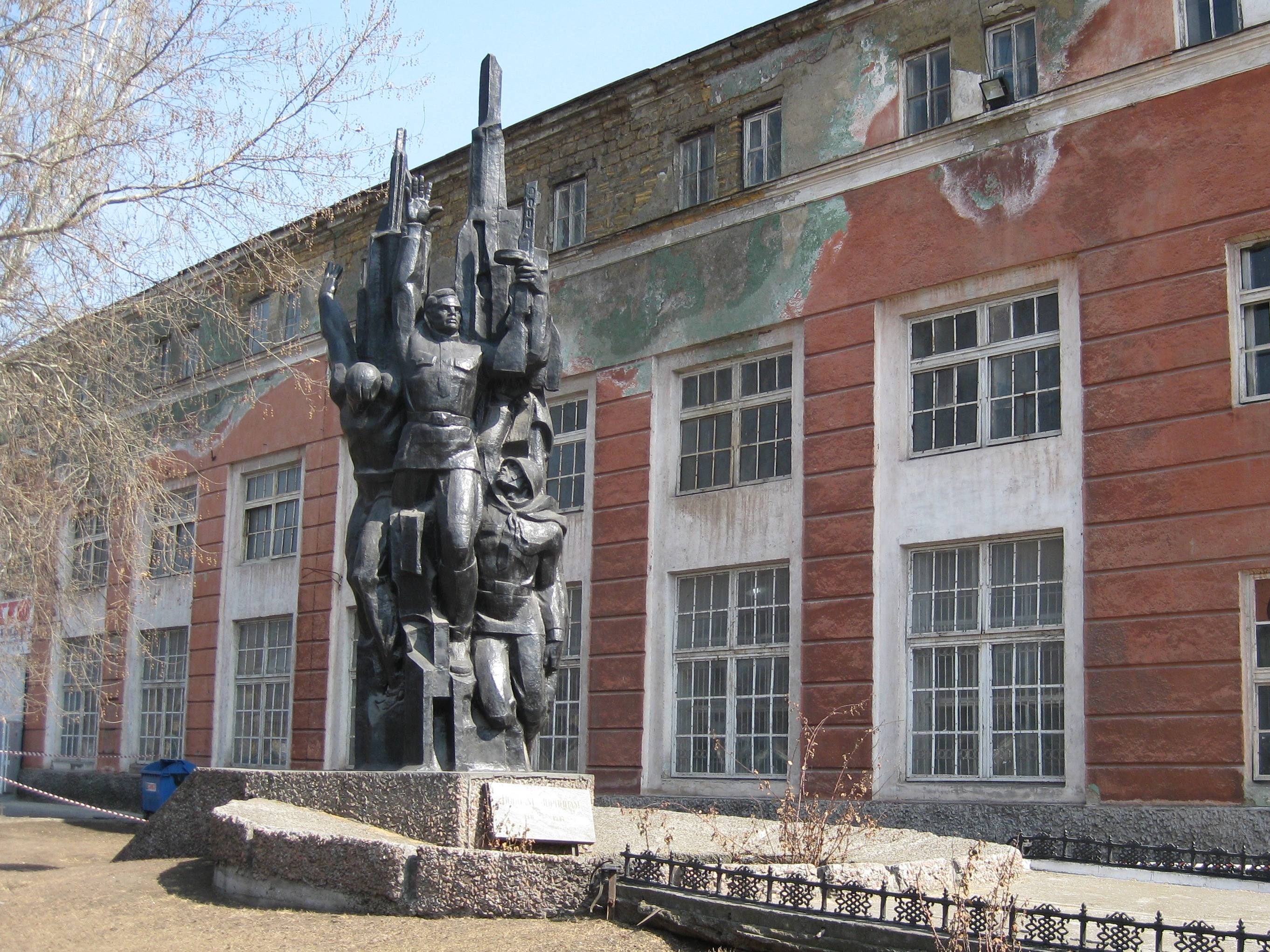
Пам'ятник полеглим робітникам ЗЖР
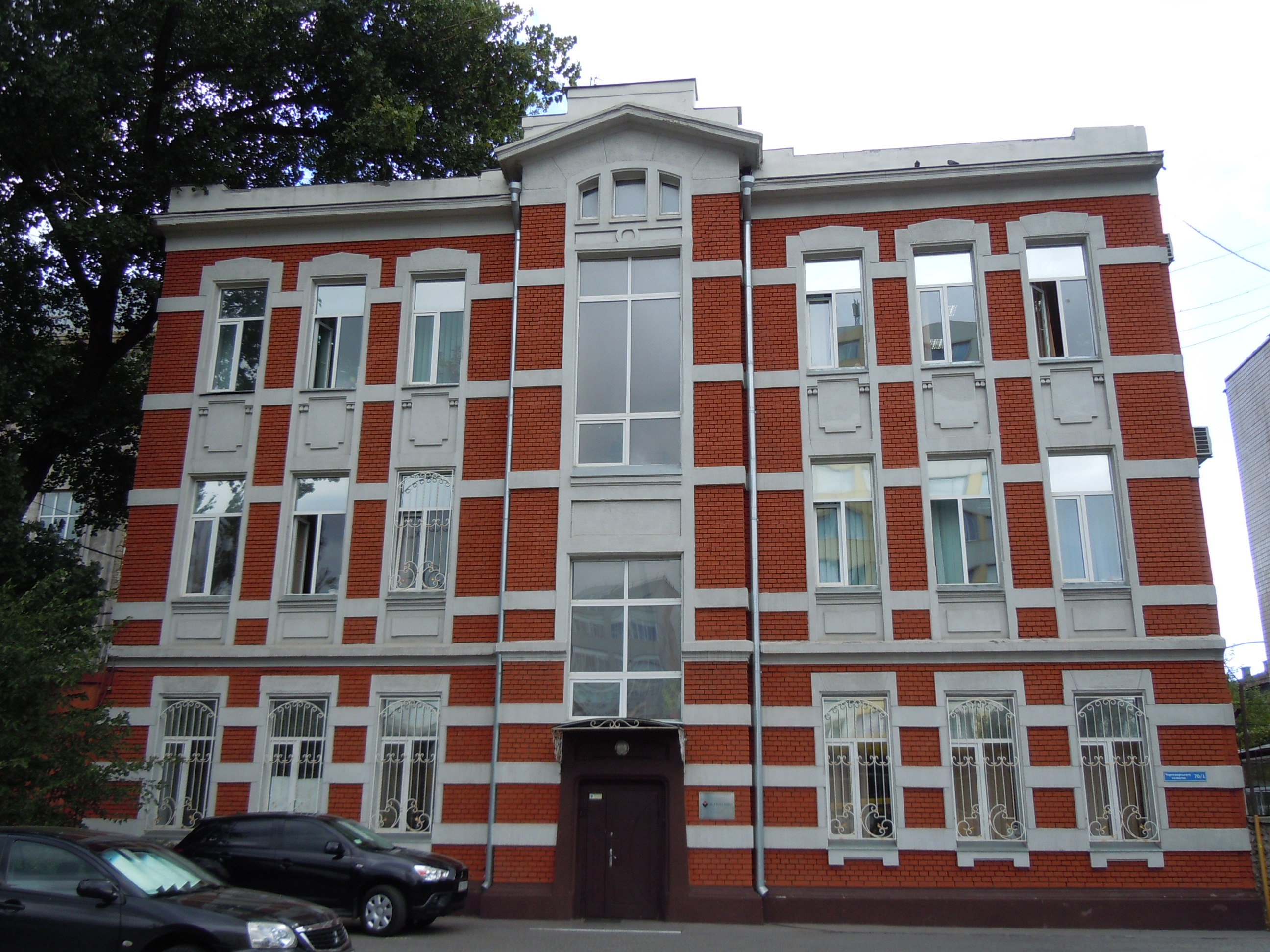
Будівля Центрального підприємства електромережі
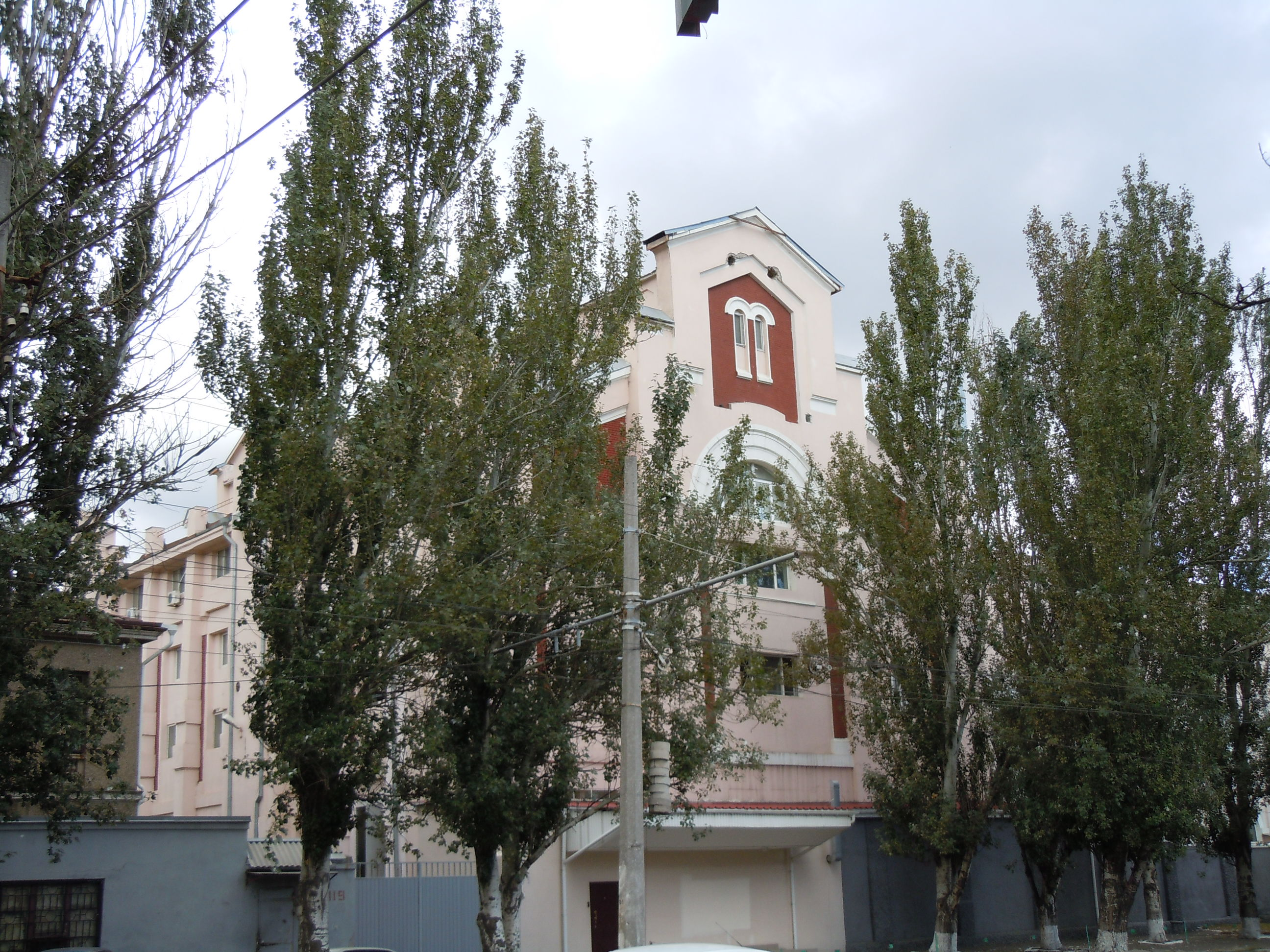
Будівля старої електростанції